# Grand-rabbin

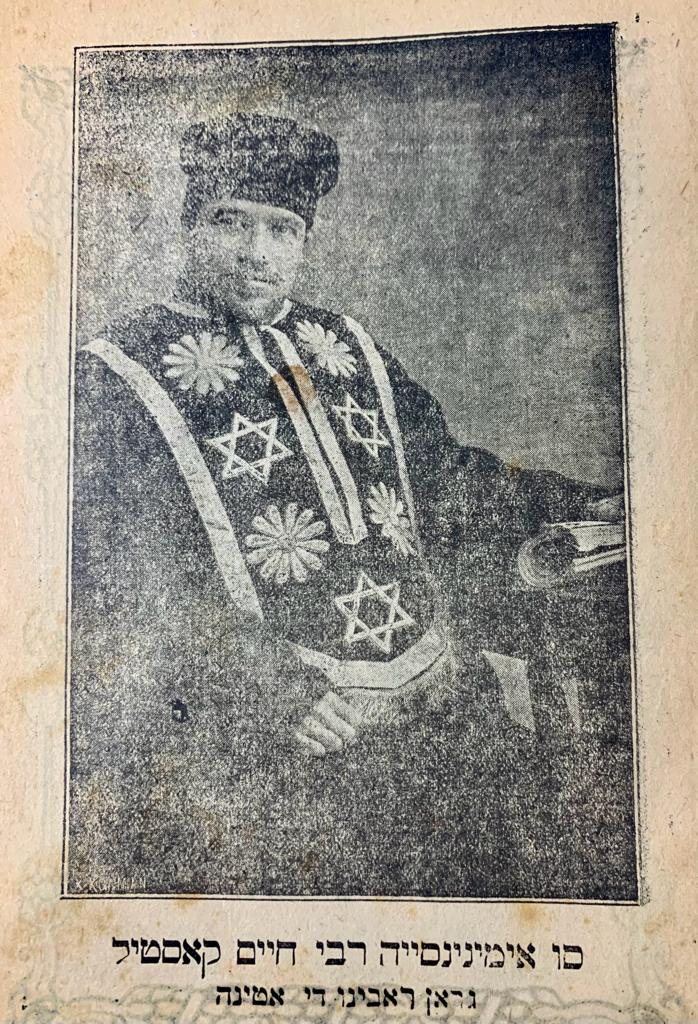
Le grand-rabbin d'Athènes de 1913 à 1924

Le titre de grand-rabbin est donné dans certains pays au chef religieux de la communauté juive nationale, ou à un rabbin nommé par les autorités. En terre d'Israël, un grand-rabbin séfarade existe depuis le XVIIe siècle. Il existe un second grand-rabbin, ashkénaze, depuis 1921. En France, le titre de grand-rabbin est d'abord un titre honorifique donné par les consistoires pour honorer certains rabbins. Toutefois, le grand-rabbin de France a une autorité morale sur l'ensemble des rabbins français, de même que celui de Paris dans la région parisienne. Ils représentent le culte juif vis-à-vis des autorités.
Les villes possédant d'importantes communautés juives peuvent aussi avoir leur propre grand-rabbin ; c'est le cas en Israël aujourd'hui, mais aussi en Europe là où la communauté juive reste importante. Les villes nord-américaines ont rarement eu de grands-rabbins, à quelques exceptions : Montréal en a deux, un pour la communauté ashkénaze, l'autre pour les séfarades.